# Ustiuzhna
Ústiuzhna (en ruso: У́стюжна) es una ciudad rusa, capital del ókrug municipal homónimo en la óblast de Vólogda.
En 2023, la ciudad tenía una población de 7653 habitantes. Está situada sobre el río Mologa, a 230 km al oeste de la capital regional Vólogda.

## Historia
Ústiuzhna fue fundada en 1232, siendo nombrada en 1252 por la crónica de Úglich como Ústiug-Zhelezny. El sufijo Zhelezny, hace referencia al hierro, que se dejó de explotar en el siglo XIX. En el Imperio ruso, la ciudad fue sede de un uyezd en la gobernación de Nóvgorod.

## Demografía
| 1897 | 1939 | 1959 | 1970 | 1979 | 1989   | 2002   | 2008 |
| ---- | ---- | ---- | ---- | ---- | ------ | ------ | ---- |
| 5100 | 7200 | 8800 | 8900 | 9200 | 10 000 | 10 507 | 9937 |

## Transporte
- Estación de ferrocarril a 54 km en Pestovo.

## Patrimonio
- Iglesia de la Natividad de la Virgen (1585-1590, 1721-1730), hoy museo regional.
- Iglesia de Nuestra Señora de Kazán (1694)
- Iglesia de la Anunciación (1762)
- Museo Bátiushkov, en el pueblo Danílovskoie, a 13 km. Antiguo dominio familiar del poeta Konstantín Bátiushkov (1787-1855), donde vivió entre 1906 y 1911 Aleksandr Kuprín.